# Avitta pectinata
Avitta pectinata là một loài bướm đêm trong họ Noctuidae.